# Boa Esperança do Iguaçu
Boa Esperança do Iguaçu ist ein brasilianisches Munizip im Südwesten des Bundesstaats Paraná. Es hat 2455 Einwohner (2022), die sich Boaesperancenser nennen. Seine Fläche beträgt 152 km². Es liegt 420 Meter über dem Meeresspiegel.

## Etymologie
Im Jahr 1949 kamen Siedler aus Caxias do Sul an den Ort des heutigen Boa Esperança do Iguaçu. Sie ließen sich in der Nähe des Ribeirão dos Micos (Seidenäffchenbach) nieder, der später als Lajeado dos Micos (Seidenäffchenplattenfluss) bekannt wurde. Der Name Lajeado dos Micos gefiel den späteren Bewohnern nicht und wurde deshalb in Boa Esperança (Gute Hoffnung) geändert. Eine Zeit lang wurde das Dorf Boa Esperança do Sul genannt und unter diesem Namen in Landkarten eingezeichnet. Erst bei der Erhebung zum Munizip erhielt der Ort schließlich den heutigen Namen Boa Esperança do Iguaçu.

## Geschichte

### Urbevölkerung
Bis zum Ende des 19. Jahrhunderts war die Region fast ausschließlich von indigenen Völkern bewohnt. Es handelte sich um Stämme der Tupi und Guarani und der Guarani-Untergruppe Kaiowá. Es wurde auch berichtet, dass Xavantes angetroffen wurden. Diese waren jedoch nicht sesshaft, sondern durchstreiften die Wälder und Waldgebiete dieser Gegend.

### Landnahme durch Posseiros
Am 13. September 1943 wurde das Território Federal do Iguaçu gegründet, das einen großen Teil des Westens und Südwestens von Paraná umfasste. Zu dieser Zeit rief Präsident Getúlio Vargas zur Besiedlungskampagne Marcha para o Oeste (Marsch nach Westen) auf.
Um 1947 ließen sich Siedler aus Rio Grande do Sul und Santa Catarina in der Nähe des Ribeirão dos Micos nieder. Es war eine Gruppe von neun Personen, die von José Diamante geführt wurden. Sie wollten jagen und neues Land kennenlernen. Bei einer der Jagden waren sie erfolglos. Um ihren Hunger zu stillen, töteten sie ein Seidenäffchen. Rafael da Silva weigerte sich, es zu essen. Aber als alle schliefen und er den Hunger nicht mehr ertrug, aß Rafael da Silva das letzte Stück des Seidenäffchens doch noch.
Im Jahr 1949 kam Waldomiro Dalogno mit seiner Familie aus Caxias do Sul. Sie ließen sich in der Nähe des Ribeirão dos Micos nieder. Im darauffolgenden Jahr kamen weitere Siedlerfamilien aus Rio Grande do Sul und Santa Catarina. Die Fruchtbarkeit des Bodens und der Überfluss an Land überzeugte sie zu bleiben.
Die Pioniere sorgten für den Bau einer Kapelle und später für den Bau einer Schule.

### Kampf um das Land
Der Frieden der Bewohner der Region wurde mehrfach durch das Vorgehen der Clevelândia Industrial e Territorial Ltda. (CITLA) bedroht. Diese Immobiliengesellschaft  verfügte über große Landflächen. Sie machte vielen Siedlern ihre Besitzrechte streitig. Sie terrorisierte die Siedler und erzeugte Panik unter der Bevölkerung. Dies gipfelte schließlich in der Revolta dos Colonos (Aufruhr der Landbesetzer) im Jahr 1957. Die Regierung von Paraná gründete die GETSOP (Grupo Executivo pra as terras do Sudoeste do Paraná), die die Abmarkung des Landes und die Besitzbeurkundung vornahm.

### Entwicklung der Gemeinde
Der Handel in Boa Esperança do Iguaçu begann mit einigen Lebensmittelgeschäften, die Grundprodukte wie Salz, Mehl, Getränke und Munition verkauften. Die Vermarktung von Waren basierte auf dem Tausch gegen Produkte oder Tiere. Um 1958 bis 1960 entstanden die ersten Gewerbebetriebe, die auf der Holzgewinnung basierten. Zu dieser Zeit wurden auch die ersten Mühlen errichtet, die Weizen, Reis und Mais verarbeiteten.
Die ersten Bewohner wurden bei der Ausübung ihres starken katholischen Glaubens von Pater Florêncio aus Belgien und Messdienern und Katechetinnen aus dem Ort unterstützt.
Als Schutzpatronin wurde um 1980 Nossa Senhora Aparecida, die Schutzpatronin Brasiliens, ausgewählt.
Damals wurde alles in Nachbarschaftshilfe gebaut. Üblich war die Schnapsbrennerei, das Churrasco mit Wildtierfleisch, das Bogenschießen und die Ausrichtung von  Pferderennen. Die Feste der Gemeinschaft wurden mit Dudelsäcken, Gitarren und Tamburinen begleitet.
Das am häufigsten genutzte Kommunikationsmittel waren Briefe, die von Menschen auf der Durchreise mitgeführt wurden. Als Transportmittel dienten neben Ochsenkarren und Pferden auch Boote und Flöße. Die marktreifen Schweine wurden zu Fuß nach Dois Vizinhos getrieben.

### Stausee Salto Caxias
Um 1992 begann die Companhia Paranaense de Energia (COPEL) mit den ersten Besuchen bei Landbesitzern und Pächtern in Boa Esperança do Iguaçu, um Daten für ihre Entschädigung für den Bau des Wasserkraftwerks Salto Caxias (Governador José Richa) zu erheben. Es wurden landwirtschaftliche Grundstücke am Ufer des Iguaçu ebenso wie die Siedlung Ouro Verde überflutet. 1993 erstellte COPEL neue Register und begann, mit den betroffenen Familien zu verhandeln.
Im Munizip Boa Esperança do Iguaçu waren insgesamt 108 Familien mit 64 landwirtschaftlichen Grundstücken betroffen. Es wurden 787 Hektar Land überflutet, die nun den Stausee des Kraftwerks Governador José Richa bilden, was 5 % der Gesamtfläche der Gemeinde entspricht.
Zwischen 1996 und 1997 verhandelte COPEL mit den Bewohnern der Gemeinde Ouro Verde über die Entschädigung für die Infrastruktur. Es gab eine Gemeindeschule, eine Kirche und einen Gemeindesaal. Die Gemeinde erhielt die Entschädigung und leitete sie an die Diözese Palmas weiter. Die Einwohner, deren Grundstücke nicht von den Überschwemmungen betroffen waren, wurden der benachbarten Gemeinde Fazenda Veroneze zugeordnet. In der zweiten Jahreshälfte 1997 hielt die Gemeinde Ouro Verde ihre letzte Messe und ein gemeinsames Mittagessen mit allen Bewohnern ab, die das Land verlassen mussten.
COPEL erwarb ein Gebiet in Boa Esperança do Iguaçu und organisierte eine Umsiedlung, an der 22 Familien teilnahmen. Einige kamen aus anderen von den Überflutung betroffenen Nachbargemeinden und aus den Siedlungen Ouro Verde, Linha Salvático und São Luiz do Iguaçu. Viele Familien erwarben mit den Entschädigungen Grundstücke in anderen Gemeinden. Eine weitere Gruppe von Familien wurde in das Munizip Cascavel umgesiedelt.
Die umgesiedelten Einwohner erhielten von der COPEL Mittel für Investitionen. Sie bauten einen Gemeinschaftspavillon, einen Sportplatz, einen Boccia-Platz und ein Fußballfeld.
Die Mittel zum Bau einer Kirche wurden in der Siedlung Fazenda Veronese verwendet. Die Schutzheilige von Ouro Verde, Nossa Senhora dos Navegantes, wurde bei der Einweihung der neuen Kirche am 10. Mai 1998 der Gemeinde der Fazenda Veroneze übergeben, die seither zwei Schutzheilige hat.

### Erhebung zum Munizip
Boa Esperança do Iguaçu wurde durch das Staatsgesetz Nr. 9231 vom 26. April 1990 aus Dois Vizinhos ausgegliedert und in den Rang eines Munizips erhoben. Es wurde am 1. Januar 1993 als Munizip installiert.

## Geografie

### Fläche und Lage
Boa Esperança do Iguaçu liegt auf dem Terceiro Planalto Paranaense (der Dritten oder Guarapuava-Hochebene von Paraná). Seine Fläche beträgt 152 km². Es liegt auf einer Höhe von 420 Metern.

### Vegetation
Das Biom von Boa Esperança do Iguaçu ist Mata Atlântica.

### Klima
Das Klima ist gemäßigt warm. Es werden hohe Niederschlagsmengen verzeichnet (1864 mm pro Jahr). Im Jahresdurchschnitt liegt die Temperatur bei 20,6 °C. Die Klimaklassifikation nach Köppen und Geiger lautet Cfa.

### Gewässer
Boa Esperança do Iguaçu liegt im Einzugsgebiet des Iguaçu. Dieser bildet die nördliche Grenze. Er ist zum Stausee Salto Caxias aufgestaut. Im Westen wird das Munizip vom Rio Jaracatiá begrenzt.

### Straßen
Boa Esperança do Iguaçu ist über die PR-879 mit Cruzeiro do Iguaçu im Osten verbunden. Über eine Munizipalstraße kommt man im Westen nach Nova Prata do Iguaçu.

### Nachbarmunizipien
|                      | Três Barras do Paraná.                      |                    |
| Nova Prata do Iguaçu | Kompassrose, die auf Nachbargemeinden zeigt | Cruzeiro do Iguaçu |
| Salto do Lontra      |                                             | Dois Vizinhos      |

## Stadtverwaltung
Bürgermeister: Givanildo Trumi, PP (2021–2024)
Vizebürgermeisterin: Odilmara Terezinha Dreves Freitas, MDB (2021–2024)

## Demografie

### Bevölkerungsentwicklung
| Jahr | Einwohner | Stadt | Land |
| ---- | --------- | ----- | ---- |
| 2000 | 3.107     | 18 %  | 82 % |
| 2010 | 2.764     | 34 %  | 66 % |
| 2022 | 2.455     |       |      |

Quelle: IBGE, bis 2010: Volkszählungen und Volkszählung 2022

### Ethnische Zusammensetzung
| Gruppe * | 2000    | 2010    | wer sich als …                                                                   |
| --- | ------- | ------- | -------------------------------------------------------------------------------- |
| Weiße | 85,5 %  | 75,7 %  | weiß bezeichnet                                                                  |
| Schwarze | 5,4 %   | 3,8 %   | schwarz bezeichnet                                                               |
| Gelbe | 0,4 %   | 1,5 %   | von fernöstlicher Herkunft wie japanisch, chinesisch, koreanisch etc. bezeichnet |
| Braune | 7,9 %   | 19,1 %  | braun oder als Mischung aus mehreren Gruppen bezeichnet                          |
| Indigene | 0,6 %   | 0,0 %   | Ureinwohner oder Indio bezeichnet                                                |
| ohne Angabe | 0,2 %   | 0,0 %   |                                                                                  |
| Gesamt | 100,0 % | 100,0 % |                                                                                  |
| *) Das IBGE verwendet für Volkszählungen ausschließlich diese fünf Gruppen. Es verzichtet bewusst auf Erläuterungen. Die Zugehörigkeit wird vom Einwohner selbst festgelegt. |         |         |                                                                                  |

Quelle: IBGE (Stand: 1991, 2000 und 2010)

## Wirtschaft

### Kennzahlen
Mit einem Bruttoinlandsprodukt pro Einwohner von 35.254,00 R$ bzw. rund 7.800 € lag Boa Esperança do Iguaçu 2019 auf dem 124. Platz der 399 Munizipien Paranás.
Sein hoher Index der menschlichen Entwicklung von 0,700 (2010) setzte es auf den 232. Platz der paranaischen Munizipien.